# Sleep Token
Sleep Token — британская рок-группа из Лондона, образованная в 2016 году. Группа является анонимной, состоящей из замаскированных участников во главе с фронтменом, выступающим под псевдонимом Vessel (с англ. «Сосуд/Судно»). Материал группы причисляют к различным жанрам, включая альтернативный метал, пост-рок/пост-метал, прогрессивный метал и инди-рок/инди-поп.
После самостоятельного выпуска дебютного EP One в 2016 году группа подписалась на лейбл Basick Records и выпустила EP Two в следующем году. Позже группа подписала контракт со Spinefarm Records и выпустила дебютный полноформатный альбом Sundowning в 2019 году и второй альбом This Place Will Become Your Tomb. Третий альбом, Take Me Back to Eden, вышел в мае 2023 года.

## История

### Ранние годы (2016—2019)
Sleep Token дебютировали в сентябре 2016 года, выпустив свой первый сингл, «Thread the Needle». Следом за треком группа выпустила дебютный EP One в декабре того же года, который содержал ещё две песни и альтернативные клавишные аранжировки всех трех треков. В мае 2017 года группа подписалась под независимый лейбл Basick Records и выпустила второй EP Two в июле. Перед выпуском EP было выпущено два сингла — «Calcutta» в мае и «Nazareth» в июне. В публикации, посвящённой эксклюзивной премьере «Calcutta», автор статьи издания Metal Hammer Luke Morton описал песню как «странную и уникальную смесь прогрессивного метала и широких звуковых инди-ландшафтов». Обозревая Two для издания Distorted Sound, Matt Corcoran также отметил комбинацию элементов разных жанров, отмечая, что «на протяжении трёх завораживающих треков группа выполняет свое обещание о смешивании жанров, двигаясь между лёгкой атмосферой инди и темной Meshuggah-подобной тяжестью, покрывая большую часть спектра между этими двумя крайностями».
Перед релизом Two, 17 июня 2017 года, Sleep Token дали первый концерт в лондонском клубе Black Heart. В том же году группа выступила в O2 Academy Islington на разогреве у норвежской группы Motorpsycho в октябре, и в Student Central на разогреве у французского synthwave-исполнителя Perturbator в декабре. В начале 2018 года группа разогревала Loathe вместе с Holding Absence, играла на музыкальных фестивалях, включая «Camden Rocks», и выступила на рок-шоу BBC Radio 1. В июне группа выпустила сингл «Jaws» — первый в череде внеальбомных синглов. За ним последовал кавер на песню Outkast «Hey Ya!», выпущенный в августе, прямо перед выступлением группы на фестивалях Рединг и Лидс. В октябре группа выпустила сингл «The Way That You Were» и дала первый концерт в качестве хэдлайнера в St Pancras Old Church, билеты на который были распроданы в течение 30 секунд. «Jaws» и «The Way That You Were» позже были изданы вместе на виниле ко Дню музыкального магазина в 2021 году.

### SundowningиThis Place Will Become Your Tomb(2019—2022)
В июне 2019 года Sleep Token объявили о подписании на дочерний лейбл Universal — Spinefarm Records. Тогда же, с релизом первого сингла «The Night Does Not Belong to God», был подтверждён выход первого полноформатного альбома группы, Sundowning, в ноябре. Группа выпускала по одной новой песне с альбома каждые две недели. Sundowning получил положительные отзывы от музыкальных критиков — автор колонки издания Kerrang! Том Шефферд оценил альбом на 4/5, отмечая, что он содержит «моменты, которые действительно можно смаковать, а также идеи и опыт, которые представляются уникальными», но «непрерывный характер этого мрачного настроения, переплетённый с медленным, вялым темпом действительно начинает казаться затянутым за 50 минут». Перед выходом альбома Sleep Token дали два аншлаговых концерта в Лондоне и Манчестере; после релиза группа отправилась в свой первый североамериканский тур на разогреве металкор-группы Issues вместе с Polyphia и Lil Aaron.
После короткого тура по Великобритании в начале 2020 года несколько концертов с участием Sleep Token были отменены из-за пандемии COVID-19, включая запланированное участие группы на «Knotfest» в Японии в марте, «Download Festival» в июне, и на мадридском «Mad Cool» в июле. Летом группа выпустила расширенную версию Sundowning с 4 новыми пианинными треками, известными вместе под названием The Room Below: кавер на песню Билли Айлиш «When the Party’s Over» и «I Wanna Dance with Somebody (Who Loves Me)» Уитни Хьюстон. Группа намеревалась вернуться к концертной деятельности в марте 2021 с пятью концертами, организованными в соответствии с мерами по социальному дистанцированию, под названием «The Isolation Rituals» (англ. «Ритуалы изоляции»), но в конце концов они были отменены из-за продолжавшихся ограничений, связанных с пандемией. Группа вернулась летом, отыграв в качестве хэдлайнера на второй сцене «Download Festival» 18 июня. За день до этого Sleep Token анонсировали свой второй альбом, This Place Will Become Your Tomb, и выпустили новый сингл, «Alkaline».
Следом за «Alkaline» в августе и сентябре были выпущены «The Love You Want» и «Fall for Me». This Place Will Become Your Tomb был выпущен 24 сентября 2021 года и дебютировал на 39 месте в британском чарте альбомов и на 13 месте шотландского чарта альбомов. Альбом был поддержан хэдлайн-туром по Великобритании и Ирландии в ноябре 2021 года. В январе 2022 года Sleep Token попали на обложку журнала Metal Hammer. В апреле фронтмен Vessel дал сольный концерт с тремя бэк-вокалистами под названием A Ritual from the Room Below («Ритуал из комнаты ниже»); в мае группа разогревала Architects вместе с Malevolence в коротком британском туре; летом Sleep Token выступили на нескольких фестивалях, включая «Download Festival» и отыграли совместный с Northlane тур по Австралии. После этого были отыграны концерты в Северной Америке на разогреве у In This Moment с Nothing More и Cherry Bombs.

### Take Me Back To Eden(2022—2024)
Ближе к концу 2022 года Sleep Token анонсировали хэдлайн-тур по Великобритании в январе 2023 года при поддержке Northlane, а также австралийский тур в апреле-мае. Перед концертами в Германии, 5 января 2023 года, группа выпустила сингл «Chokehold». На следующий день был выпущен сингл «The Summoning», спустя две недели — «Granite», ещё днём позже — «Aqua Regia». Все 4 трека в дальнейшем вошли в третий студийный альбом группы, Take Me Back to Eden, который вышел в мае 2023 года. В марте 2023 года Sleep Token были номинированы на Heavy Music Awards в категории Best UK Artist («Лучший артист Великобритании»). На лето 2023 года анонсированы выступления группы на таких фестивалях, как «Graspop Metal Meeting» в Бельгии, «Wacken Open Air» в Германии, и «Рединг и Лидс» в Великобритании.
В феврале 2024 года стало известно, что группа подписала контракт с лейблом RCA Records.

### Even in Arcadia(2025—настоящее время)
Начиная с февраля 2025 года в социальных сетях группы начали выходить тизеры новых песен, в результате чего 13 марта вышел сингл «Emergence». Песня вошла в состав четвёртого студийного альбома Even in Arcadia, вышедшего 9 мая 2025 года.

## Музыкальный стиль и имидж
С момента основания Sleep Token остаются полностью анонимной группой — Рич Хобсон из Metal Hammer писал, что участники, носящие маски и плащи, «скрывают свои лица, не общаются на сцене и дали всего одно интервью». Основной вокалист и автор песен группы известен под псевдонимом «Vessel» («Сосуд»). Фокус группы на анонимность и визуальный стиль часто сравнивают с подобными приемами, используемыми такими группами, как Ghost, Slipknot и Gwar. В 2017 году лейбл Sleep Token, Basick Records, опубликовал следующее описание группы: "Считается, что Sleep Token — группа, выходящая за рамки, придумывая и играя музыку — это «смертные представители древнего божества, известного только как 'Sleep' („Сон“) под руководством замаскированной личности 'Vessel', облачённой плащом … который является мастером-создателем музыки». В единственном интервью Metal Hammer фронтмен Vessel заявил, что предназначение группы — «служение Sleep и передача Его сообщения». На вопрос про Sleep Vessel ответил, что «Он — везде и всегда. Sleep явился Vessel’у во сне с обещанием славы и великолепия в случае, если Vessel последует за Ним».
В музыкальном плане Sleep Token определяют в широком спектре жанров, включая альтернативный метал, пост-рок/метал, прогрессивный метал и инди-рок/поп. Хобсон предположил, что у группы «гибкий подход к жанру», так как они смешивают «элементы всего подряд, начиная от техничного метала и альтернативы до поп-музыки и R&B». Джон Д. Бученан с сайта AllMusic написал, что Sleep Token «комбинируют приёмы пост-рока, пост-классики и пост-метала с соул/инди-поп вокалом в уникальный, ни на что не похожий коктейль». Лейбл группы Spinefarm Records заявлял, что «в мире форм и жанра Sleep Token невозможно ограничить». Группа не даёт чётких ответов о вдохновивших её исполнителях; в начале карьеры, однако, в качестве вдохновения были упомянуты Leprous, Agent Fresco, Bon Iver и Meshuggah. Слушатели часто предполагают, что на группу повлияли Deftones, Cult of Luna, Explosions in the Sky и Ólafur Arnalds.

## Состав группы
- Vessel[a] — вокал, клавишные, студийные электрогитара и бас-гитара[68]
- II[b] — ударные[70]
- III — концертный музыкант, бас-гитара[71]
- IV — концертный музыкант, электрогитара, бэк-вокал[72]
- Espera — концертные музыканты, бэк-вокал[73]

## Дискография

### Студийные альбомы
| Название                                  | Подробности                                                                                      | Позиции в чартах | Позиции в чартах | Позиции в чартах | Позиции в чартах | Позиции в чартах | Позиции в чартах | Позиции в чартах | Позиции в чартах | Позиции в чартах | Позиции в чартах | Продажи                                  | Сертификации   |
| Название                                  | Подробности                                                                                      | UK               | AUS              | AUT              | BEL (FL)         | CAN              | GER              | NZ               | SCO              | SWI              | US               | Продажи                                  | Сертификации   |
| ----------------------------------------- | ------------------------------------------------------------------------------------------------ | ---------------- | ---------------- | ---------------- | ---------------- | ---------------- | ---------------- | ---------------- | ---------------- | ---------------- | ---------------- | ---------------------------------------- | -------------- |
| Sundowning                                | - Выпущен: 21 ноября 2019 - Лейбл: Spinefarm - Форматы: CD, 2LP, цифровое скачивание, стриминг   | —                | —                | —                | —                | —                | —                | —                | 53               | —                | —                | - Великобритания: 108 055                |                |
| This Place Will Become Your Tomb          | - Выпущен: 24 сентября 2021 - Лейбл: Spinefarm - Форматы: CD, 2LP, цифровое скачивание, стриминг | 39               | —                | —                | —                | —                | 37               | —                | 13               | —                | —                | - Великобритания: 83 213                 |                |
| Take Me Back to Eden                      | - Выпущен: 19 мая 2023 - Лейбл: Spinefarm - Форматы: CD, 2LP, цифровое скачивание, стриминг      | 3                | 3                | 12               | 47               | 69               | 5                | 12               | 4                | 24               | 16               | - Великобритания: 132 796 - США: 819 000 | - BPI: золотой |
| Even in Arcadia                           | - Выпущен: 9 мая 2025 - Лейбл: RCA - Форматы: CD, LP, цифровое скачивание, стриминг              | 1                | 1                | 1                | 1                | 1                | 1                | 1                | 1                | 2                | 1                | - Великобритания: 28 223 - США: 127 000  |                |
| "—" означает, что альбом не попал в чарт. |                                                                                                  |                  |                  |                  |                  |                  |                  |                  |                  |                  |                  |                                          |                |

### Мини-альбомы
| Название | Описание                                                                                             |
| -------- | --- |
| One      | - Дата выхода: 2 декабря 2016 - Лейбл: издан независимо - Форматы: CD, цифровое скачивание, стриминг |
| Two      | - Дата выхода: 21 июля 2017 - Лейбла: Basick Records - Форматы: CD, цифровое скачивание, стриминг    |

### Синглы
| Название                                   | Год  | Позиция в чартах | Позиция в чартах | Позиция в чартах | Альбом/EP                        |
| Название                                   | Год  | UK Rock          | US Rock          | US Hard          | Альбом/EP                        |
| ------------------------------------------ | ---- | ---------------- | ---------------- | ---------------- | -------------------------------- |
| «Thread the Needle»                        | 2016 | —                | —                | —                | One                              |
| «Calcutta»                                 | 2017 | —                | —                | —                | Two                              |
| «Nazareth»                                 | 2017 | —                | —                | —                | Two                              |
| «Jaws»                                     | 2018 | —                | —                | —                | внеальбомный сингл               |
| «Hey Ya!» (кавер на Outkast)               | 2018 | —                | —                | —                | внеальбомный сингл               |
| «The Way That You Were»                    | 2018 | —                | —                | —                | внеальбомный сингл               |
| «Alkaline»                                 | 2021 | —                | —                | —                | This Place Will Become Your Tomb |
| «The Love You Want»                        | 2021 | —                | —                | —                | This Place Will Become Your Tomb |
| «Fall for Me»                              | 2021 | —                | —                | —                | This Place Will Become Your Tomb |
| «Is It Really You?» (с Loathe)             | 2022 | —                | —                | —                | внеальбомный сингл               |
| «Chokehold»                                | 2023 | —                | —                | 15               | Take Me Back to Eden             |
| «The Summoning»                            | 2023 | 14               | 28               | 2                | Take Me Back to Eden             |
| «Granite»                                  | 2023 | —                | —                | 24               | Take Me Back to Eden             |
| «Aqua Regia»                               | 2023 | —                | —                | —                | Take Me Back to Eden             |
| «Vore»                                     | 2023 | —                | —                | —                | Take Me Back to Eden             |
| «DYWTYLM»                                  | 2023 | —                | —                | —                | Take Me Back to Eden             |
| «Emergence»                                | 2025 | —                | —                | —                | Even in Arcadia                  |
| «—» обозначает, что релиз не попал в чарт. |      |                  |                  |                  |                                  |

### Видеоклипы
| Название                          | Год  | Альбом/EP                        | Ссылка |
| --------------------------------- | ---- | -------------------------------- | ------ |
| «Thread the Needle»               | 2016 | One                              | [ 92 ] |
| «Fields of Elation»               | 2016 | One                              | [ 93 ] |
| «Jaws»                            | 2018 | внеальбомный сингл               | [ 94 ] |
| «The Way That You Were»           | 2018 | внеальбомный сингл               | [ 95 ] |
| «Blood Sport» (из The Room Below) | 2020 | Sundowning (deluxe edition)      | [ 96 ] |
| «Alkaline»                        | 2021 | This Place Will Become Your Tomb | [ 97 ] |
| «The Love You Want»               | 2021 | This Place Will Become Your Tomb | [ 98 ] |
| «Fall for Me»                     | 2021 | This Place Will Become Your Tomb | [ 99 ] |

### Комментарии
1. ↑  В аннотациях к альбомам указан как Vessel1. Настоящее имя — Лео Фолкнер (англ. Leo Faulkner)[67].
2. ↑  В аннотациях к альбомам указан как Vessel2. Настоящее имя — Адам Педдер (англ. Adam Pedder)[69].
3. ↑  Sundowning не вошёл в UK Albums Chart, но занял 39 место в UK Albums Sales Chart[83].